# DIS AG
Die DIS AG ist eine Aktiengesellschaft mit Sitz in Düsseldorf. Seit dem 19. Juni 2008 ist die Schweizer Adecco Group durch sogenanntes Squeeze-out alleiniger Anteilseigner der DIS AG. Zum Konzern der DIS AG gehören weiterhin: die Marke Badenoch & Clark, die DIS Consulting GmbH (100 %), die DIS Interim Management GmbH (100 %) und die Lee Hecht Harrison GmbH (100 %).
Über die Segmente Finance (Finanzdienstleistungen), Industrie, Office & Management (Bürodienstleistungen) und Outsourcing & Consulting und die Marke Badenoch & Clark erbringt das Unternehmen Dienstleistungen für Drittkunden im Bereich der Arbeitnehmerüberlassung und Vermittlung von Fach- und Führungskräften.
Per 31. Dezember 2015 beschäftigte die DIS AG rund 8.500 Mitarbeiter. Zu diesem Zeitpunkt verfügte die Gesellschaft über 138 Niederlassungen in ganz Deutschland. Gemessen am Umsatz bildet der Industriesektor das größte Segment des Unternehmens.
Zum 1. Juli 2014 wurde die Firmierung offiziell von DIS Deutscher Industrie Service AG geändert zu DIS AG.
Am 1. Juni 2018 wurden die Geschäftsbereiche IT (Informationstechnologie) sowie Life Sciences der DIS AG an die neugegründete Modis übertragen.

## Geschichte
Im Jahr 1967 wurde die DIS GmbH gegründet, vier Jahre später gründete diese eine Gesellschaft in Österreich. 1997 erfolgte der Börsengang; 1999 erfolgte eine Akquisition der euro engineering GmbH. 2004 folgte eine Akquisition der encad Unternehmensgruppe, sowie 2008 und 2009 eine der CST-Gruppe und Spring GmbH. 2010 wurde Personality IT integriert. Im Jahr 2013 übernahm DIS die atrias personalmanagement GmbH, 2013 führte DIS die Marke Badenoch + Clark in Deutschland ein, welche 2022 in LHH Recruitment Solutions umbenannt wurde.